# 안태준 (일진회)
안태준(安泰俊, 생몰년 미상)은 대한제국 말기에 일진회 회원으로 활동했던 인물이다. 본관은 순흥이다.

## 생애
1905년 송병준, 이용구 등이 결성한 친일단체 일진회의 경기도 지부회장을 맡았다. 1907년에는 일진회 평의원, 1908년에는 일진회 군경무 조사위원장, 1909년 말에는 일진회 임시사찰장을 역임한 기록이 있다. 안태준이 간부로 활동하는 동안 일진회는 한일 병합 조약 체결을 위한 합방청원운동을 꾸준히 벌였다.
1909년 대한노동회의 회계장이 되었고, 1910년 한일 병합이 이루어져 일진회가 해체될 때는 잔무정리위원을 맡아 해체 과정을 감독했다. 일진회 해산금으로 일본 정부가 나누어준 현금 중 총무원급을 제외하면 최고액인 400원을 수령하였고, 1934년 흑룡회가 도쿄에 세운 일한합방기념탑 석실에도 한일합방 공로자로 이름이 기록되어 있다.
1913년에는 이용구가 창시한 시천교에서 포덕사를 지냈다.

## 사후
- 2006년 친일반민족행위진상규명위원회가 조사 발표한 친일반민족행위 106인 명단에 포함되었다.

## 참고 자료
- 친일반민족행위진상규명위원회 (2006년 12월). 〈안태준〉 (PDF). 《2006년도 조사보고서 II - 친일반민족행위결정이유서》. 서울. 694~698쪽쪽. 발간등록번호 11-1560010-0000002-10. 2007년 10월 8일에 원본 문서 (PDF)에서 보존된 문서. 2007년 8월 25일에 확인함.